# Sikerrel a tőzsdén
A könyv segíteni kívánja a hosszú távú befektetőket a megfelelő részvények kiválasztásában, vételük és eladásuk időzítésében.
Első ízben 1989-ben jelent meg (angolul), újabb kiadásai: 1990, 2000, valamint a Running Press Miniature 2001-es átdolgozott miniatűr kiadása az eredetiből vett kivonatokkal. A magyar fordítás alapjául a 2001-es kiadás szolgált.

## A szerzők
Peter S. Lynch (1944) a világ legnagyobb aktívan kezelt befektetési alapja, a Magellán portfóliókezelője volt abban a időszakban, amikor az kimagasló eredményeket ért el szokatlanul hosszú időn, tizennégy éven keresztül. Ez idő szerint (2010) a Fidelity Investments kutatási tanácsadója.
John Rotchild a Washington Monthly és a Fortune magazin korábbi rovatvezetője, több önálló könyv szerzője, köztük A Fool and His Money.
Peter Lynch és John Rotchild társszerzőségben írt más könyvei: Beating the Street és Learn to Earn.

## Tartalma
A könyv legfőbb mondanivalója dióhéjban: abba kell befektetni, amit ismerünk. Javaslata, hogy ki-ki keressen a saját környezetében sikeres üzleti modelleket, jól menő tőzsdei vállalkozásokat, és ezekben még azelőtt szerezzen részesedést, hogy a profi elemzők felfigyelnének a cégre. Az amerikai viszonyok ismeretében a szerző úgy látja, hogy erre jócskán van idő, mivel a Wall Street „bennfenteseinek” fejében rajzolt térképre – a nagy cégbőség miatt – csak a kellő méretre duzzadt, a megelőző években kiváló pénzügyi eredményeket felmutató cégek kerülnek fel.
A szerző tapasztalataira támaszkodva a hosszú távú befektetéseket részesíti előnyben, és a részvényeket nem valami lottószelvénynek tekinti, hanem a céggel összefüggőnek látja, hiszen az árak rövidtávú változékonyságának dacára a piac hosszú távon a teljesítményt jutalmazza.

## Jelentősége
Az angol nyelvű könyv első kiadásaiból egyes kifejezések és meghatározások a pénzügyi világban sokat idézett elvvé és önálló fogalommá lettek.
A részvények kiválasztásának benne felsorolt kritériumai elemzések és kutatások tárgyai, a portfóliókezelés alapvető ismeretei közé tartoznak. A könyvben lefektetett stratégia és viselkedés pszichológiai elemzések témája.
A PEG ratio számítási módját ez a könyv hozta be a köztudatba.
A könyvben bevezetett ten bagger illetve újabban tenbagger (magyarul tízputtonyos, azaz tízszeres értéket hozó beruházás) pénzügyi szakszóvá vált és a diverzifikálás analógiájára képzett és a könyvben részletesen elemzett diworsefication (a portfólió inkompetens, és ezért az gyengítő diverzifikálása) is sokat emlegetett fogalom.

## Magyarul
- Peter Lynch–John Rothchild: Sikerrel a tőzsdén; ford. Nagy István; Alinea, Bp., 2012